# Văleni, Olt
Văleni este satul de reședință al comunei cu același nume din județul Olt, Muntenia, România.

## Prezentare generală
Comuna Văleni este unitatea administrativ teritorială definită de coordonatele geografice, latitudine nordică  44 14`18” și longitudine estică 24 47`24” și formată din 4 sate:
- Văleni
- Popești
- Mândra
- Tirișneag

Rangul localității în conformitate ce prevederile Legii nr. 351/2001 fiind IV fiind traversat de DJ 546 și DJ 679 .
Întinderea teritoriului administrativ este de 6723 ha, cu următoarele vecinătăți:
- la N- comunele Nicolae Titulescu și Ghimpețeni,
- la S- comuna Seaca
- la E- județul Teleorman
- la V- comuna Stoicănești.

Are de asemenea 37 km ulițe sătești și o populație de 3482 de locuitori , preponderent de naționalitate română si 30 persoane de etnie rromă.

## Cadrul fizico-geografic
Poziția geografică și relieful determină în mare măsură și manifestarea elementelor climatice. Pe teritoriul comunei Văleni clima este de tip temperat-continentală, cu o nuanță mai aridă, datorită valurilor de aer uscat din est, care determină ierni aspre și veri uscate.
Temperatura medie anuală variază de la 11,2 grade C și 9,8 grade C. Punctul cel mai friguros este în valea râului Vedea - 3,1grade C, cea mai mică medie a lunilor de iarnă -ce se datorează curenților reci din estul Câmpiei Române care își au punctul terminus în aceste locuri. Media lunilor de vară este de 23,2 grade C iar valorile extreme ce s-au înregistrat până acum fiind de 42 grade C în luna iulie a anului 1945 și -32grade C în ianuarie 1924 și 1942.
Aproximativ 200 - 210 zile din an nu se produce îngheț. Cantitatea de precipitații anuale este în medie de 550 mm, influențând diferențiat evoluția perioadei de vegetație și desfășurare a lucrărilor la culturile agricole.

În anul 2007 temperatura maximă 44 grade C (iulie).Fenomene meteorologice extreme au fost: 
- căderi de grindină	- august 2005
- cantități mici - iunie 2006- iulie 2006

Vânturile care caracterizează clima sunt :
- Crivățul, care iarna aduce viscol si zăpadă, primăvara ploaie si vara seceta (iarna bate din est si nord-est);
- Austrul (vara din sud-vest si vest)un vânt secetos ;
- Băltărețul care aduce ploaie.

Viteza vântului medie este de 5m /s. Regimul eolian influențează direct pierderile de apa prin evacuare accentuând deficitul de umiditate din sol.
Iarna se caracterizează prin frecventa valorilor sub 0 grade C ale temperaturii aerului și prin prezenta stratului de zăpadă ,variabil in timp si spațiu. Numărul mediu al zilelor de strat de zăpada nu depășește 50 zile pe an iar grosimea medie a stratului de zăpada variază intre 0 si 15 cm. Fenomenul caracteristic al iernilor este cel de viscol, care are loc de obicei sub influența Crivatului. Minimele anuale depășesc -30  grade C și ele indică geruri uscate. Primăvara se evidențiază mai ales prin ridicarea temperaturii, la peste 4-5 grade C în luna martie ,ajungând în luna mai la 16-20 grade C iar cantitățile de precipitații depășesc în această perioadă, 500 mm sau chiar 600 mm.Toamna se caracterizează în general prin scăderea temperaturii cu(3 - 4) grade C în luna septembrie (în raport cu luna august).

## Rețeaua hidrografică
Pe teritoriul comunei Văleni se găsesc trei lacuri de acumulare :
- Lacul Vitănești - proprietatea Consiliului Local ,
- Lacul Bratcov - proprietatea Consiliului Local , concesionat SC Boxer Motor SRL București în suprafață de 6,40 ha ( suprafață lac și dig ),
- Lacul Călmățui - proprietar Consiliul Local concesionat - Bolboașă Florea din Văleni-Olt în suprafață de 16,80 ha și este traversat de la N la S de către râul Vedea.

## Demografie
Comuna Văleni are o populație de - 3482 locuitori
Din care:
- Barbati - 1587
- Femei - 1895

Repartiția pe sate este astfel:
| Sat Văleni    | 2365 |
| Sat Mândra    | 435  |
| Sat Popești   | 220  |
| Sat Tirisneag | 462  |

Situația populației pe vârste
| 0-18 ani     | 785  |
| 18-60 ani    | 2483 |
| peste 60 ani | 214  |

## Istoricul localității
Evoluția satelor
Despre formarea comunei Văleni,vatra vechiului sat Văleni era în valea Vezii. Râul Vedea avea un alt curs,o altă albie față de cea actuală,care se vede încă și era cunoscută drept Vedea bătrână ce a servit ca hotar despărțitor între județul Olt și județul Teleorman. 
Satele componente ale comunei Văleni sunt poziționate de-a lungul arterei de circulație. Începând cu anul 1996 s-a trecut la întocmirea unui mare plan de urbanism general. Au fost autorizate noi extinderi de intravilan fiind făcute tot de-a lungul drumurilor județene.
În anul 2007 s-a realizat asfaltarea drumului ce leagă satul Văleni de satul Pieptești, Popești rămânând să se continue în 2008 ajungând în satul Mandra respectiv satul Tirișneag.
În ceea ce privește habitatul puterii economice reduse a familiilor sătenilor de la începutul sec. XX, construcțiile caselor în care locuiau vălenarii erau modeste.
Cine a înființat comuna nu se știe cu precizie, dar unii susțin că ar fi fost înființată de unul din căpitanii lui Mihai Viteazul, în jurul anului 1600. În zapisele de cumpărătoare ale moșiei se vorbește despre satul Văleni cu începere din anul 1641.
O dovadă relativă din cartea lui Brâncoveanu către Șerban Cantacuzino Vel Paharnic, la așezarea moșiei Văleni, unde se zice: „Piatra d'întuiu a Vălenilor s'apus lângă apa Vezii". Numele de Văleni se trage de la Valea Vezii și se aseamănă cu situația topografică a localității și înseamnă sat în valea Vezii, râu principal lângă care este așezat. 
Numele satului Popești vine de la postelnicul Gheorghe Popescu al proprietarului de pe vremuri Dima Ciochină.
Numele satului Mandra vine de la o așezare temporară a unor stâne de oi sau după alții numele Mandra se originează cu cuvântul „Mândra" care are intr-adevăr o semnificație curentă în limba română și în timp prin simplificarea scrierii și vorbirii a devenit Mandra.
Iar numele satului Tirișneag vine de la denumirea unui eleșteu sau după alții de la numele unui cioban Neagu Târâș care își avea turma pe malul acestui eleșteu.

## Dezvoltare
Între anii 1659 și 1817 satul Văleni era foarte mic,format din colibe și cu populație mică.
Cifra populației Vălenilor,dată de recensământul din 1859-1860 nu s-a putut găsi în arhivele comunei,abia în anul 1864,cu ocazia aplicării legii rurale s-au constatat în actuala comună Văleni,satele Văleni și Popești,391 familii,iar la sfârșitul anului 1903 se aflau 689 familii,prin urmare între anii 1864-1903 numărul familiilor s-a înmulțit aproape dublându-se.
Prin urmare densitatea populației crește ajungându-se la recensământul din anul 2004,în comuna Văleni au fost înregistrați 3383 locuitori.
La recensământul populației și al locuințelor din 1941,s-au găsit 945 de case. După anul 1950,încep să apară construcții de case cu fundații din beton. Îmbinarea elementelor de rezistență era făcută din lemn de salcâm, peste care se bătea cercuială. Nisipul și pietrișul erau procurate din albia râului Vedea.
La începutul secolului XX,elementele de bază ale infrastructurii comunale au fost și se leagă de numele proprietarului Constantin Colibășeanu.
Între anii 1906-1911,a fost construit din beton podul de peste râul Vedea,de asemenea podul și iazul de la Călmățui, sediul Primăriei vechi, școala de lângă primărie, moara și magaziile.
În timp de-a lungul secolului au continuat construcțiile de școli,Căminul Cultural,Liceul Văleni, Baia Comunală, brutăriile, farmacia și dispensarul, magaziile sătești, complexul de prestări servicii, restaurantul și magazinul universal, sedii de societăți comerciale.
Prin politicile locale de implementare a noului plan de urbanism general se pot stabili:regimul de înălțime și densitatea clădirilor,traseul și profilul străzilor, avându-se în vedere gruparea construcțiilor social culturale a unor instituții de învățământ preșcolar și școlar,de ocrotire a sănătății, de prestări servicii și comerciale precum și de locuințe. În acest sens putem aminti că sediul primăriei a fost construit și dat în folosință,urmând a fi finalizate câteva proiecte cum ar fi:grădinița din centru, baza sportivă , modernizarea drumurilor sătești, reabilitare sistem alimentare cu apă , construirea centru tip after school.
În comuna Văleni există o mare sărbătoare locală anuală în data de 6 august sub numele de „Sărbătoarea lubeniței", unde sunt prezenți interpreți de muzică și personalități județene.În cadrul acestui festival sunt organizate concursuri sportive cu premii de ciclism , tenis de masă , atletism și fotbal , precum și premierea celei mai mici și mai mari lubenițe ( pepene verde ) coapte.

## Economia
Dezvoltare economică 
Comuna Văleni are alimentare cu apa realizata din retele de conducte avand o lungime L=23 Km. 
Transformările structurale din economia românească, cauzate de trecerea spre o economie de piață, au condus la mutații semnificative și în formele economice și sociale la nivelul comunei Văleni.
Economia localității a evoluat în condiții dificile, specifice tranziției către economia de piața, pe fondul unor fenomene economice greu de stăpânit în condiții sociale mici sub nivelul normal, dând semne evidente ale stopării declinului economic.
În urma proceselor de restructurare și privatizare a întreprinderilor, declanșate după 1989, s-a înregistrat apariția unor societăți comerciale cu capital de stat mixt și privat, mult mai flexibile, capabile sa se adapteze la cerințele economiei de piață.
Procesul de restructurare a economiei județului deși a fost lent s-a manifestat in mod evident, mai ales in domeniul agriculturii, unde ponderea sectorului privat reprezintă aproximativ 80%.

Industria 
Industria comunei Văleni se caracterizează prin existența unui potențial productiv ce cuprinde societățile comerciale. 
Activitatea societăților comerciale este mult diversificata: producție, comerț, prestări servicii, construcții.
Unele unități au deschis magazine de desfacere cu amănuntul atât a produselor de producție proprie, cat și a unor mărfuri achiziționate.
Producția sectorului particular a crescut in deosebi in domeniul comerțului și al serviciilor.
În comuna Văleni funcționează o Stație carburanți - SC OLTWAM SRL - Capacitate de stocare 80.000 l - benzină și 80.000 l motorină - 6 salariați , SC VIVA SRL - stație GPL și comerț

Agricultura
După Decembrie 1989, în agricultura comunei Văleni au avut loc importante mutații reflectate în structura pe categorii de unități, precum și în destinația și modul de valorificare a producției.
Desfășurarea procesului de privatizare în baza aplicării Legii nr. 18/1991 a schimbat în esență structura proprietarii funciare în cadrul localității , preponderentă devenind proprietatea privata asupra pământului.
Ca organizare, în localitate se disting trei forme principale de exploatații agricole: familiale simple, care reprezintă mica proprietate, exploatații agricole organizate asociativ, ce funcționează ca societăți agricole cu personalitate juridica, dar fără caracter comercial și societăți comerciale 
(SC SOFI SRL - 21 salariați , SC MANDRA TANDEM SRL - 14 salariați , SA Unirea - 14 salariați , SC AGRODASMIOV SRL - 8 salariați , SC LUKONS SRL - 5 salariați , alte firme - 35 salariați).
Producția vegetala obținută în ultimi ani a fost influențată pe de o parte de micșorarea suprafețelor la majoritatea culturilor, iar pe de alta parte de acțiunea mai puțin favorabila a factorilor climatici, reducerea considerabila a fertilizării, climatizării si irigării culturilor. Autonomia unităților și societăților agricole private în stabilirea structurii suprafețelor cultivate a condus la unele mutații-creșterea mai accentuată a sectorului suprafețelor cultivate cu floarea - soarelui, soia boabe, concomitent cu scăderea suprafețelor cultivate cu grâu si secară, orz si orzoaică , comparativa cu anul 1989

Suprafață de 6723 ha se împarte pe categorii de folosință astfel :
| Total agricol   | 5777 ha |
| arabil          | 5223 ha |
| pășune          | 416 ha  |
| fânețe          | 18 ha   |
| vii             | 115 ha  |
| livezi          | 5 ha    |
| păduri          | 322 ha  |
| ape             | 204 ha  |
| dc              | 116 ha  |
| cc              | 257 ha  |
| neproductiv     | 47 ha   |
| Total neagricol | 946 ha  |

Ca efective de animale , comuna Văleni deține :
- Bovine 400
- Ovine 2550
- Caprine 500
- Porcine 720
- Păsări 20000
- Cabaline 200
- Familii albine 100

### Turism
Obiective turistice
- Biserica Sf. Constantin și Elena